# مطار شيان زيغوان
مطار شيان زيغوان (بالصينية: 西安西关机场) (إياتا: SIA، إيكاو: ZLSN) هو مطار سابق يخدم مدينة شيان عاصمة مقاطعة شنشي. وقد أغلق في 1 أيلول / سبتمبر 1991 عندما نقلت جميع الرحلات إلى المطار الجديد مطار شيان شيانيانغ الدولي.

## التاريخ
كان المطار يستخدم من قبل جيش الولايات المتحدة خلال الحرب العالمية الثانية (1942-1945). استخدم الأمريكان المطار في المقام الأول للاستطلاع، باستخدام طائرات لوكهيد بي-38 لايتنغ المجهزة بكاميرات لتحلق فوق الأراضي اليابانية وتوفر معلومات استخبارية للقوات البرية الصينية. وبالإضافة إلى طائرات نورثروب بي-61 بلاك ويدو الاعتراضية التي حلقت من المطار لتوفير الدفاع ضد غارات القصف الليلي من قبل اليابانيين، بالإضافة إلى طائرات P-47 ثندربولتس وطائرات دوغلاس سي-47 سكاي ترين التي تنقل الإمدادات والذخائر لدعم القوات الصديقة في المنطقة. الأمريكان أغلقوا المرافق في المطار بعد نهاية الحرب في سبتمبر 1945.